# 劉孜
劉 孜（りゅう し、1411年 - 1468年）は、明代の官僚。字は顕孜。本貫は吉安府万安県。

## 生涯
1445年（正統10年）、進士に及第した。1447年（正統12年）、山東道監察御史となり、遼東巡按をつとめた。1449年（正統14年）冬、劉孜は亦失哈と施帯児を弾劾した。1450年（景泰元年）、北京の朝廷ではオイラトの再侵攻を恐れて、南方への遷都の議論が起こったが、劉孜は遷都を意見する者を斬るよう上奏した。御史の任期を満了したが、朝議の要請によりさらに1年留任し、直隷巡按をつとめた。ときに滄州での築城が計画されていたが、劉孜の意見により取りやめられた。山東按察使に抜擢された。
1460年（天順4年）、劉孜は山東左布政使に進んだ。1461年（天順5年）春、右副都御史となり、江南十府巡撫をつとめた。蘇州府と松江府の税制は、周忱の立法以後、たびたび変更されて混乱していた。劉孜は周忱の旧法を復活させた。1465年（成化元年）、応天府で飢饉が起こると、劉孜は飢民の振恤にあたった。さらに江北の飢民が食を求めて流入してきたため、劉孜は諸県の穀物倉を全て開くよう要請して救済にあたった。
11月、劉孜は南京刑部尚書となった。1468年（成化4年）2月、致仕した。6月己亥、死去した。享年は58。